# Richard-Wagner-Straße 7 (München)
| Eigentümer des Hauses Nr. 7                                           |                                                         |
| 1902–1940                                                             | Josef Schülein, Kommerzienrat, Brauereibesitzer         |
| 1941–1943                                                             | Das Braune Band von Deutschland e. V.                   |
| 1943–1945                                                             | Stadt München                                           |
| Rückgabe an die rechtmäßigen Besitzer, die Erbengemeinschaft Schülein |                                                         |
| 1954–1958                                                             | Katholisches Werkvolk, Diözesanverband München-Freising |
| ab 1958                                                               | Landsmannschaft Teutonia                                |

Das Gebäude Richard-Wagner-Straße 7 ist ein Wohnhaus in der bayerischen Landeshauptstadt München.

## Geschichte
Das Haus wurde im Zuge der planmäßigen Bebauung der Straße durch den von den Besitzern des Areals, der Erbengemeinschaft Bleibinhaus, beauftragten Architekten Leonhard Romeis (1854–1904) errichtet.
Romeis schuf in den Jahren 1901/02 einen viergeschossigen Bau im Stile der Neugotik mit getrepptem Ziergiebel. Wie bei anderen Häusern dieser Straße zitierte er bei der Gestaltung frühere Bauepochen, um den Eindruck einer gewachsenen Straße zu erwecken.
Eigentümer des Hauses war der Brauereibesitzer Joseph Schülein (1854–1938), der dort auch wohnte, bis er sich – von den Nationalsozialisten als Jude geschmäht – nach Gut Kaltenberg zurückzog, wo er im September 1938 verstarb. 1940 bezog die NS-Pferderennsportorganisation Kuratorium für das Braune Band von Deutschland sein Haus.
Es ist als Einzeldenkmal in die Bayerische Denkmalliste aufgenommen und konstituierender Teil des Ensembles Richard-Wagner-Straße.
Seit 1958 ist es im Besitz der Landsmannschaft Teutonia München im Coburger Convent.